# Алауддін Хілджі
Алауддін Хілджі (урду علاء الدين الخلجي, помер 1316) — другий султан династії Хілджі, що у 1296—1316 роках правив Делійським султанатом. Він відомий агресивною військовою політикою, за рахунок якої межі султанату істотно розширилися, та успішним відбиттям численних атак монгольських армій.
Прийшов до влади зрадницьки вбивши свого дядька Джалал-ад-діна Хілджі. Значно зміцнив та розширив державу. Ввів едину адміністративну систему, впорядкував збір феодальних поборів. Припинив спроби втручання в державні справи мусульманського духовенства. Багато земель іктадарів та релігійних мусульманських закладів (інами та вакфи) було відібрано в казну, а земельний податок було помітно збільшено. Натуральні повинності з селян за Ала-ад-дін Хілджі збільшилися до половини врожаю. За рахунок зібраних таким чином коштів султан утримував величезну армію яка в 1303—1308 роках неодноразово відбивала вторгнення монголів на північно-західному кордоні та завойовувала землі на півдні Індії (походи в Декан у 1306—1313). Ала-ад-дін Хілджі вперше з часів Ашоки створив державу, яка охоплювала майже усю територію Індії.

## Дитинство й ранні роки
Сучасні Алауддіну історики подають мало відомостей про деталі його дитинства. Питання про дату його народження також є дискусійним; за словами літописця Хаджі уд-Дабіра, на момент походу Алауддіна на Рантамбор (1300—1301) йому було 34 роки. Виходячи з цієї інформації, можна припустити, що він народився приблизно у 1266—1267 роках. Його особистим іменем до воцаріння було Алі Гуршасп.
Його батьком був Шіхабуддін Масуд, що приходився старшим братом султану Джалалуддіну, засновнику династії Хілджі. Всього в нього було чотири сини: власне Алауддін або Алі Гуршасп, Алмас Бег, Кутлуг Тегін і Мухаммад. Радже за все Шіхабуддін помер доволі рано, ще до воцаріння Джалалуддіна, оскільки він не згадується в пізніших історичних документах і тому що, як це підкреслюється у Барані, його старший син Алауддін з дитинства виховувався своїм дядьком Джалалуддіном. Його донька, Маліка-і-Джахан, в майбутньому стала першою дружиною Алауддіна. Після заснування Делійського султанату Алауддін отримав від дядька звання Амір-і-Тузука, що є еквівалентним європейському церемонійместеру

## Прихід до влади
Невдовзі після проголошення себе султаном, Джалалуддін зіткнувся з повстанням, яке очолив губернатор Кари, Малік Чаджу — він був родичем Балбана й сам прагнув посісти делійський престол.
В 1291 році Алауддін продемонстрував свої військові таланти у придушенні цього повстання, внаслідок чого того ж року його було призначено новим губернатором Кари. Аміри, що раніше підпорядковувалися Маліку Чаджу, не вбачали в Джалалуддіні авторитет, для них він був узурпатором делійського престолу та слабким правителем, тож вони почали підбурювати Алауддіна до державного перевороту. Врахувавши те, що повстання його попередника завершилося поразкою саме через брак ресурсів, Алауддін вирішив здійснити набіг на сусідні індуїстські князівства, щоби мати змогу фінансувати свій план із захоплення влади в державі.
В 1293 році він напав на місто Бхілсу, що належало династії Парамара. Розграбувавши й сплюндрувавши тамтешні храми, Алауддін, як передбачливий політик, не привласнив усю військову здобич з Бхілси собі, натомість вирушив до Делі, щоби засвідчити свою вірність султану та зміцнити його довіру. Він також привіз із собою великого індуїстського ідола, якого за наказом Джалалуддіна було поставлено коло міських воріт, щоби його розтоптали люди. План Алауддіна спрацював: Джалалуддін був задоволений успіхами племінника й призначив його губернатором Ауду, наділив посадою військового міністра, а також задовольнив його прохання щодо найму додаткових військ на надлишки державних прибутків.
Ще під час свого перебування в Бхілсі, Алауддін почув про вражаючі багатства царства Ядавів у Декані. Після ретельної підготовки у 1296 році Алауддін нарешті здійснив напад на Девагірі — столицю царства Ядавів, яке він планував уже давно, при цьому він не отримав султанського дозволу на цей похід, оскільки сказав йому, що йтиме не на Девагірі, а на раджпутську фортецю Чандері. Набіг був успішним, Алауддін здобув у Девагірі силу силенну коштовностей, шовку, слонів, коней і рабів. Коли відомості про військовий тріумф Алауддіна дійшли до Делі, султан вирушив до Гваліору, розраховуючи на те, що племінник, як і минулого разу, віддасть йому здобуті багатства, втім, Алауддін вирушив відразу до Кари. Султана дещо насторожило те, наскільки незалежно від нього діяв племінник, який навіть не запросив у правителя дозволу на похід до Девагірі. Тому Джалалуддін скликав своїх радників, які сповнилися підозрами й рекомендували султанові перехопити Алауддіна шляхом до Кари, втім, безмежна довіра Джалалуддіна до племінника переважила і, не послухавши порад, він повернувся до Делі, думаючи, що зрештою Алауддін усе ж привезе здобич до столиці.
Сам Алауддін добре розумів характер свого дядька, тому вже з Кари надіслав йому листа з вибаченнями, де занепокоєно висловив думку, що його вороги, напевне, намагалися очорнити його ім'я перед султаном, доки він був відсутній. Султан відразу ж відправив до Алауддіна своїх посланців зі зворотнім листом, у якому вибачав його. Прибувши до Кари, посланці довідалися про плани Алауддіна з узурпації престолу, але він затримав їх і вжив заходів, аби ті не мали змоги якось оповістити Джалалуддіна.
Водночас із тим молодший брат Алауддіна, Алмас Бег, завіряючи султана у його вірності, також переконав Джалалуддіна вирушити до Кари, позаяк, з його слів, Алауддін мав намір вчинити самогубство, якщо султан особисто не пробачить його. Джалалуддін, що вже раніше зарекомендував себе як надто легковірний політик, без вагань і підозр відправився на зустріч із племінником. Незважаючи на те, що Джалалуддін вирушив із Делі з армією, основна її частина, очолювана султанським радником Ахмадом Чапом, прямувала до Кари наземним шляхом, а сам Джалалуддін вирішив скоротити собі шлях і перетнути Ганг із невеликим корпусом у 1000 солдат. Це рішення стало для нього фатальним : 20 липня 1296 року Алауддін, вдаючи, немовби зустрічає й вітає султана, вбив його, й проголосив себе новим султаном. Супровід Джалалуддіна також було вбито, а військо Ахмада Чапа відступило до Делі.
Впродовж наступних двох днів Алауддін сформував у Карі тимчасовий уряд, а своїх близьких друзів наділив титулами амірів.
Хоча погодні умови були несприятливими — на той момент через сильні дощі води Гангу вийшли з берегів і затоплювали околиці, Алауддін наказав набрати настільки багато солдат, наскільки буде можливим, незалежно від їхнього рівня підготовки, позаяк його метою було, передусім, створити видимість популярності своєї персони серед громадськості.
Він також роздавав золото в Карі, щоби привабити на свій бік якомога більше людей. Зрештою, коли Алауддін вирушив до Делі, цей хід зіграв на його користь: населення міст і сіл, які лежали на його шляху, довідавшись про щедрість Алауддіна, з власної волі приєднувалося до нього, і вже незабаром він міг похвалитися військом із кіннотою у 56000 вершників і піхотою у 60000 осіб.
Тим часом у Делі вдовиця Джалалуддіна, Маліка-і-Джахан, посадила на престол свого молодшого сина Кадр Хана, але цей політичний хід образив колишніх наближених Джалалуддіна, думка яких не бралася в розрахунок, і її старшого сина, Аркалі Хана, котрий був губернатором Мултану. Наближені Джалалуддіна збунтувалися проти жінки, перейшовши на бік Алауддіна (в тому числі через те, що він нагородив їх золотом), а коли Малік-і-Джахан, опинившись у безвихідному становищі, з вибаченнями звернулася до Аркалі Хана, просячи того приїхати з Мултану до Делі із допомогою в обмін на трон, той відмовився.
Армії Алауддіна та Кадр Хана зійшлися біля річки Сірі, але вже опівночі половина війська супротивника перебігла на бік Алауддіна. Кадр Хан був змушений тікати, і Алауддін нарешті зайняв Делі, де 21 жовтня 1296 року його було офіційно проголошено султаном. Показовим є те, що вже в 1297 році тих аристократів, що перейшли на його бік, Алауддін наказав заарештувати, вбити або осліпити, а конфіскованим у них майном наповнити царську скарбницю. Султан активно заміняв високопосадовців, яких призначав не він сам, найвідданішими соратниками.

## Військові кампанії

Територія Делійського султанату за Алауддіна Хілджі (темно зелегий) і території, які сплачували данину (світло зелений)

Взимку 1297 року дали про себе знати монголи. Монголи на чолі з нояном Чагатайського ханства нападають на Пенджаб, але 6 лютого 1298 року війська Алауддіна, очолювані Улуг Ханом, завдають їм поразки. В наступні два роки інша монгольська армія вторглася до Сінду, але й цього разу силам Алауддіна вдалося вигнати їх зі своїх володінь.
Відбивши загрозу з боку монголів, Алауддін вирушає на завоювання Індії, й у 1299 році надсилає Улуг Хана та Нусрат Хана до Гуджарату. Тамтешній правитель Карна був не здатний організувати сильний опір завойовникам, тому армія Алауддіна розграбувала гуджаратські міста, захопила в полон дружину Карни, царицю Камалу Деві, що потрапила до гарему Алауддіна. Серед рабів, здобутих у цьому поході, був і Малік Кафур, який в подальшому відіграє важливу роль в історії Делійського султанату і стане одним із найближчих полководців Алауддіна.
В 1299 році монгольська армія Чагатайського ханства під керівництвом сина хана Дуви поновила агресію в бік Делійського султанату й вирушила на підкорення Делі. Того ж року відбулася битва при Кілі, в якій Алауддін особисто керував своїм військом. Делійська армія нанесла важких втрат монголам, які невдовзі вирішили відступити.
В 1301 році султан повертається до своїх планів завоювання Індії та надсилає армію під керівництвом Улуг Хана і Нусрат Хана на форт Рантамбор. Нусрат Хан помирає під час облоги міста, після чого Алауддін бере роль очільника військової операції на себе й завойовує форт.
В 1302 році він відправляє частину військ на завоювання столиці царства династії Какатіїв, а сам вирушає на Читор, який здобуває після облоги довжиною у 8 місяців. У пізніших інтерпритаціях цієї події, які знайшли своє відображення в літературі й мистецтві, стверджується, що Алауддін прагнув заволодіти прекрасною Падмаваті, дружиною Ратнасімхи, царя Читора, яка вчинила джаугар, аби не потрапити до рук завойовника. Хоча існування Падмаваті ставиться під сумнів, оскільки її постать не згадується серед сучасників і очевидців тих подій, таких як Амір Хосров Дехлеві, однак при взятті Читора дійсно мало місце масове самоспалення тисяч жінок.
Скориставшись відсутністю султана в Делі, у 1303 році до міста знову вторгаються монголи. Алауддін розташував свій табір у неприступному форті Сірі, й після кількох незначних сутичок, монголи, розграбувавши Делі, відступили.
В 1304 році Алауддін розпочинає друге вторгнення до Гуджарату, а в 1305 році вирушає на Мальву, що в центральній Індії.
Південні кампанії султана очолював уже Малік Кафур. Цар Девагірі на ім'я Рамачандра припинив сплачувати данину султану, через що у 1308 році Кафур вторгається до Девагірі, повертаючи Рамачандру до покори.
Багатства, здобуті в Девагірі, розпалюють Алауддіна й підштовхують просуватися далі на Південь. Цар династії Какатіїв Пратапарудра стає данником султана після облоги Варангали у 1310 році. Вже наступного року Пратапарудра й Рамачандра надають свою допомогу Маліку Кафуру в завоюванні Декану. Політична ситуація в південній Індії була нестабільною, що полегшило військові кампанії Делійського султанату: царство Хойсала згоджується виплачувати данину султану, а царство Пандья розграбовує делійська армія.

## Реформи

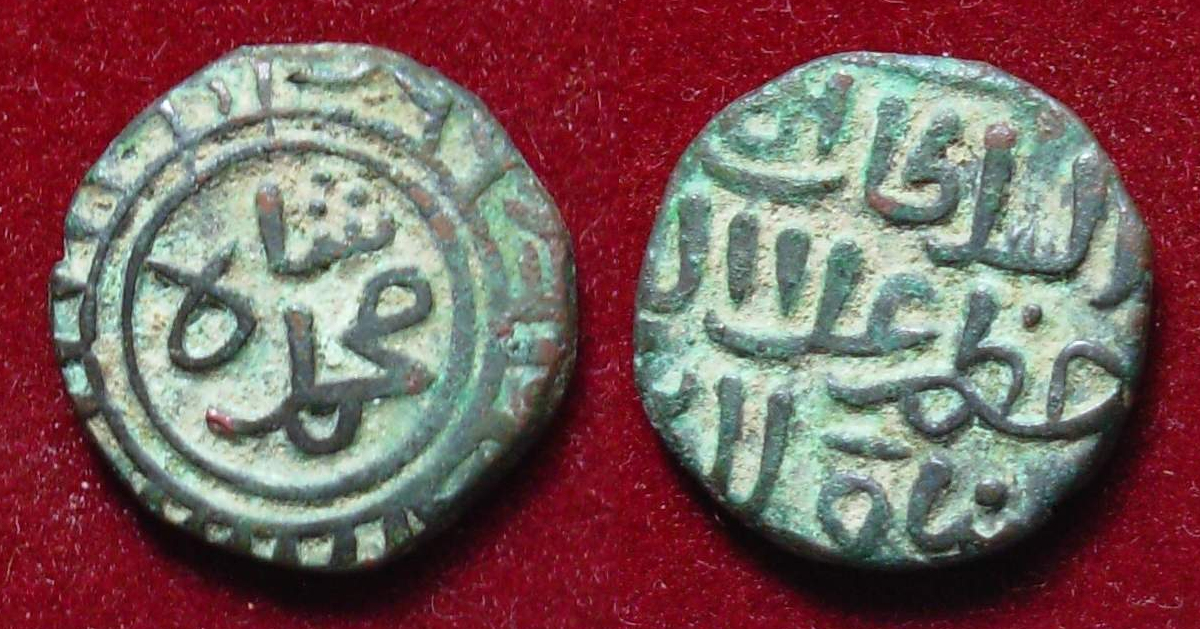
Мідні монети часів правління Алауддіна Хілджі

Алауддін Хілджі уславився не лише як великий завойовник, але і як талановитий адміністратор. Він створив в Індії таку адміністративну єдність, яка взагалі була можливою в умовах середньовічних комунікацій і транспорту.
Його попередники на престолі Делійського султанату здебільшого покладалися на існуючу систему, тоді як саме Алауддін вдався до масштабних змін. Деякі з його реформ виявилися настільки ефективними для Індії після мусульманського завоювання, що були не лише продовжені його наступниками, але й стали основою для подальших аграрних реформ, наприклад, імператора Акбара.
Першочерговими причинами нововведень Алауддіна стали регулярні напади монголів, а також декілька повстань проти нього самого. Алауддіна, що прийшов до влади, підступно вбивши власного дядька, переслідував страх повторити його долю, а тому він прагнув максимально послабити тих, хто був здатен виступити проти нього в майбутньому. Своїм підданим Алауддін заборонив вино (іслам, як відомо, не дозволяє вживання алкоголю, тим не менш воно було звичною справою для суспільства Делійського султанату тих часів), підвищив рівень контролю над аристократією султанату, чиї землі він конфісковував на користь державної скарбниці.
На тих, хто відважувався висловити незгоду з існуючими порядками, чатували суворі покарання: навіть дружин і дітей зрадників ув'язнювали або страчували.
Шлюбний союз, що укладався між представниками різних аристократичних родин, мав бути схвалений султаном. Маліки, аміри й люди, що мали високий соціальний статус не могли вільно навідувати один одного чи влаштовувати бенкети.
Для підтримання покори серед підлеглих і населення завойованих територій Алауддін потребував регулярну армію, а її утримання було недешевим. Султан встановив сталу платню солдатам у розмірі 234 танка. В країні були запроваджені фіксовані цін на основні продукти (пшениця, рис, ячмінь, цукор, олія), а також на тканини, коней, рабів та інше майно. Податки збиралися у вигляді товарів і продуктів замість грошей, зерно складалося в засіки в столиці і звідти ж розподілялося в разі посухи чи неврожаю. Не дозволялося робити запаси зерна й продавати його за завищеними цінами.

## Останні роки й смерть
В останні роки свого життя Алауддін став надзвичайно підозрілим навіть до свого найближчого оточення. Найбільший вплив на султана мав Малік Кафур, який став фактичним правителем держави. Високопосадовців, що могли становити загрозу для Кафура, було усунуто. Також Кафур осліпив старших синів Алауддіна — Шаді Хана та Хизр Хана, який тривалий час розцінювався підданими Алауддіна як найбільш імовірний спадкоємець свого батька.
Наприкінці життя Алауддін страждав на хворобу, але важко сказати, на яку саме. Так, згідно з Барані, султан потерпав від водянки, тоді як Амір Хосров стверджує, що він мав якусь хворобу печінки.
Султан помер 4 січня 1316 року. Деякі історики, наприклад, Зія-уд-Дін Барані, припускають, що Алауддін все ж помер не своєю смертю, а був отруєний Маліком Кафуром. Сам Кафур теж невдовзі був убитий у боротьбі за владу між спадкоємцями султана, коли на престол зійшов інший син Алауддіна, Мубарак Хан